# Neoleptoneta myopica
Neoleptoneta myopica је арахнида из реда Araneae. 

## Угроженост
Подаци о распрострањености ове врсте су недовољни.

## Распрострањење
Сједињене Америчке Државе су једино познато природно станиште врсте.

## Станиште
Врста Neoleptoneta myopica има станиште на копну.